# La donna per me
La donna per me è un film del 2022 diretto da Marco Martani.

## Trama
Andrea e Laura stanno per sposarsi quando all'improvviso Andrea comincia ad avere dei dubbi sul passo che sta per affrontare e comincia a fantasticare su cosa poteva succedere se non avesse scelto Laura. Si risveglia per magia in un'altra vita e ogni giorno affronta una versione della sua vita completamente diversa.

## Produzione
Le riprese si sono svolte a Roma, location limitrofe nel territorio del Lazio e a Spoleto in Umbria.

## Distribuzione
Il film è stato distribuito nelle sale cinematografiche il 4 aprile 2022 e su Sky Cinema a il 23 maggio 2022.